# Aradoidea
Aradoidea  (лат.) — надсемейство полужесткокрылых из подотряда клопов. Семейство Piesmatidae обычно относят к надсемейству Lygaeoidea.

## Систематика
Надсемейство включает в себя всего 2 семейства:
- Aradidae — около 2 000 видов
- Termitaphididae — чуть более десятка видов из тропической зоны. Представители являются термитофилами.